# 威廉斯堡 (梅克伦堡-前波美拉尼亚州)
威廉斯堡（德語：Wilhelmsburg）是德国梅克伦堡-前波美拉尼亚州的市镇，隶属于前波美拉尼亚-格赖夫斯瓦尔德县。总面积为47.2平方千米，截至2023年12月31日总人口为724人。